# Сертифікований перший реагувальник
Сертифікований перший реагувальник (англ. Certified First Responders, CFR) — спеціально треновані особи для надання догоспітальної допомоги людям у невідкладних станах. Існує безліч різних видів екстрених медичних реагувальників, кожен з яких має різні рівні підготовки, що коливаються від першої допомоги до базової підтримки життя. Із усього персоналу екстрених служб вони проходять найкоротше навчання по наданню допомоги, мають найменше клінічного досвіду чи клінічних навичок. Вони не можуть замінити екстрених медичних техніків чи парамедиків. У більшості країни  цей термін витіснено новішим «Екстрений медичний реагувальник».